# 森田疗法

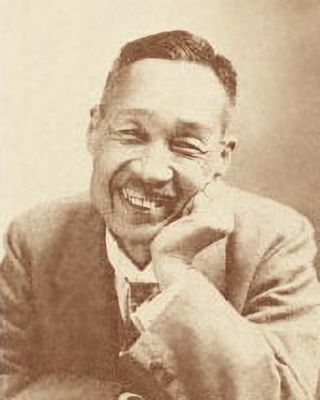
森田正馬 (1874-1938)

森田疗法（英語：Morita therapy）是日本已故精神医学家森田正马于1919年创立的。因其治疗的方式，森田疗法，又被称为“卧床疗法”、“家庭疗法”、“再教育疗法”、“回归社会疗法”。

## 森田疗法的治疗理论

##### 神经症的三种类型
- 普通神经质：即神经衰弱，一般叫做先天性或体质性神经质，或叫慢性神经衰弱症。
- 发作性神经症：如心悸加剧发作、焦虑发作、手足乏力发作、眩晕发作、猝倒感、焦虑不安发作、恶寒、震颠发作。
- 强迫观念症：患者把某种感觉或感想疑病性地视为病态的异常，产生抗拒心理引起精神上的冲突。如果没有这种精神上的冲突就没有强迫观念。[1]

##### 神经症的致病要素
森田正马认为，神经质症的发病机制是由于患者的疑病性素质基调，内向性格的反省（过于批判自己，容易对自己感到不满，过于夸大自己的缺点与弱点，所谓局部性弱点的绝对观），极高的完善欲（强烈的生的欲望，“想向上发展”，“想得到赞扬”，“想有丰富的知识”，“想成为一个伟人”等，正是基于强烈的“向上欲”，森田正马认为“神经质者是优秀者”），使之因某一机会得到原本正常的感觉或感想（所谓契机），疑病性地视做是病态的异常，从而引起抗拒心理，努力去排斥，造成心理冲突，形成所谓症状与精神的交互作用，进入恶性循环，并固定下来。终于形成所谓症状。

## 森田疗法的治疗原理
对疑病素质的情感施加陶冶锻炼，使其摆脱疾病观念，针对精神交互作用这一症状发展的机制，顺应注意、情感等心理状况来应用些措施，并按照患者的症状和体会，经常使之体验顺从自然。
- 容许矛盾心理的存在：刻意排斥反而会使观念负向自我强化，形成强迫观念。
- 顺应自然：放弃想要支配客观的主观意图，学会顺应自然。
- 注意力发散：使注意力不固着于某一方面。
- 情感法则：顺应情感的自然发生，对自然发生的朴素情感不妄加否定。

## 森田疗法的治疗方式
1. 第一阶段：绝对卧床期
2. 第二阶段：轻工作期
3. 第三阶段：重工作期
4. 第四阶段：日常生活训练期